# 富納什峰

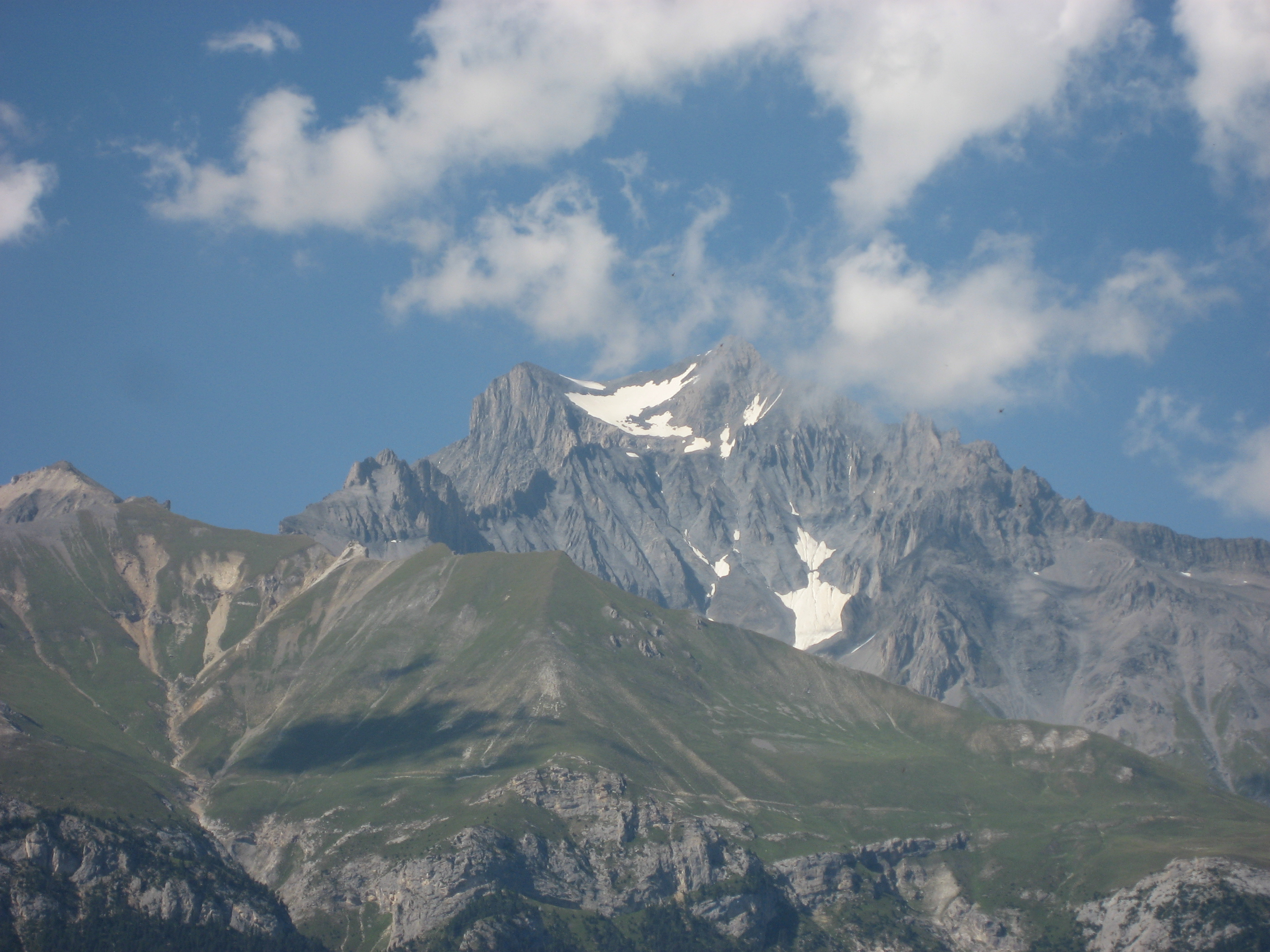

45°17′15″N 06°45′09″E / 45.28750°N 6.75250°E
富納什峰（法語：Pointe de la Fournache），是法國的山峰，位於該國東北部奧文尼-隆-阿爾卑斯大區，由薩瓦省負責管轄，屬於瓦努瓦斯山的一部分，海拔高度3,642米，山體由石炭岩組成。